# ケイタオミズ
ケイタオミズ（Pellionia keitaoensis）は、イラクサ科サンショウソウ属の多年草。

## 概要
日本では沖縄県西表島のみに、日本国外では、台湾に分布する。常緑樹林の林床に生育する。
多年草で、茎は直立し、高さ30cm程度、基部は匍匐する。葉は互生で、長さ6～8cm、長楕円形～卵状長楕円形、5～8対の鋸歯を持つ。雌雄同株と雌雄異株の両方がある。雄花序、雌花序ともに集散花序で葉のつけねに腋生し、長さ1cm前後の柄の先に直径4mm前後の花を複数つける。
沖縄県の西表島が北限である。
本種については、島袋（1997）がアリサンサンショウソウ（P. arisanensis）のシノニムに、初島・天野（1994）がキミズ（P. scabra）とオオサンショウソウ（P. radicans）の種間雑種としている。また、キミズモドキ（P. japonica）のシノニムにされる場合もあり、分類がはっきりしていない種であり、今後の研究が望まれる。

## 保護上の位置づけ
生育地である下記の地方公共団体が作成したレッドデータブックにも掲載されている。
- 沖縄県：準絶滅危惧